# Lubaczów (comune rurale)
Lubaczów è un comune rurale polacco del distretto di Lubaczów, nel voivodato della Precarpazia.
Ricopre una superficie di 202,86 km² e nel 2004 contava 9 155 abitanti.
Il capoluogo è Lubaczów, che non fa parte del territorio ma costituisce un comune a sé.